# 촉석초등학교
촉석초등학교는 대한민국 경상남도 진주시에 있는 공립 초등학교이다.

## 학교 연혁
- 1979. 01. 12.	촉석국민학교 설립 인가
- 1981. 09. 09.	개교(1,220명, 22학급 편성)
- 1983. 06. 01.	양궁 교기 신설
- 1996. 03. 01.	촉석초등학교로 교명 변경
- 2007. 10. 18.	경상남도교육감 지정 제1회 친절한 학교 우수상 수상
- 2009. 02. 17.	촉석관 증축 개관 및 행복쉼터 조성
- 2009. 11. 24.	경상남도 교육과정 우수학교 선정
- 2013. 10. 08.	경상남도 초등 교육과정 우수학교 선정
- 2014. 05. 27.	전국소년체전 양궁 금메달 획득
- 2017. 03. 01.	제18대 김정희 교장 취임
- 2017. 05. 27.	전국소년체전 양궁 금메달1, 동메달2 획득
- 2018. 02. 09.	제36회 졸업(졸업생 119명, 졸업생 총수 11,421명)
- 2018. 03. 01.	32(2)학급 및 유치원 2학급 편성
- 2018. 03. 01.	한평초등학교 통폐합

## 참고 자료
- 촉석초등학교 - 한국교육학술정보원 학교알리미